# Archizoom Associati

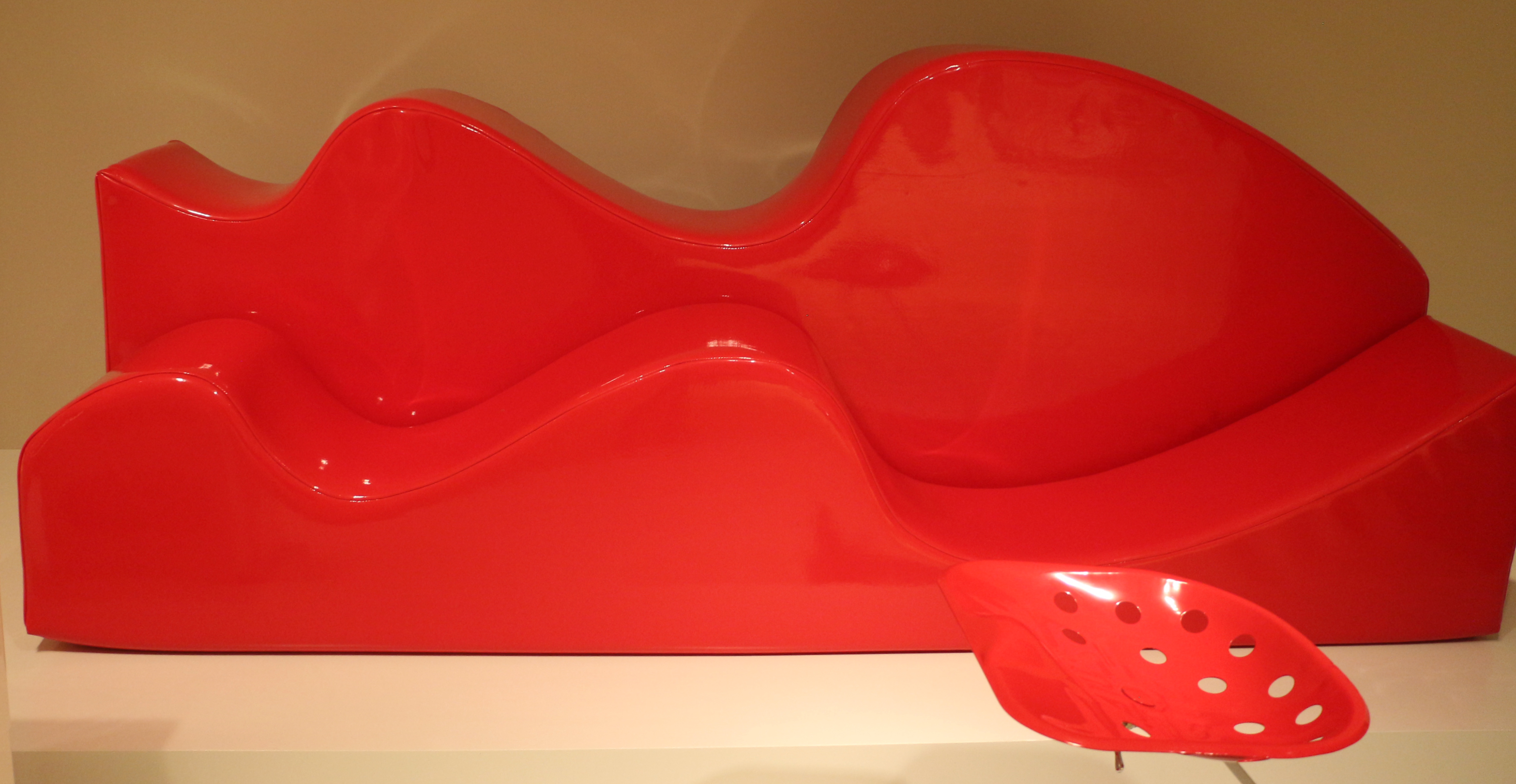
Archizoom for Poltronova, Sofa Superonda, 1967

Archizoom Associati - studio designerskie stworzone we Florencji w 1966 roku, przez Andreę Branziego, Paola Deganelę, Massima Morozziego i Gilberta Correttiego. Czołowa grupa antydesignu. Nazwa studia wywodzi się od brytyjskiej grupy architektonicznej Archigram i wydawanego przez nich pisma "Zoom".

## Twórczość
Grupa tworzyła w nurcie antydesignu - odpowiedzi na ustalone modernistyczne normy projektowania. Hołdowali kiczowi, ironii, mocnym kolorom, efemeryczności.
Członkowie Archizoomu tworzyli koncepcyjne projekty miast: Wind City (1969), Non-Stop City (1970). Miały one ukazywać, że podporządkowanie się racjonalizmowi tworzy w efekcie konstrukcję nielogiczne, irracjonalne. Twierdzili iż: "Ostatecznym celem architektury jest jej całkowite wyeliminowanie".
Współpracując z Superstudio, Archizoom zorganizował dwie wystawy "Superaarchitettura" w latach 1966 i 1967, w Pistoii i Modenie.
W roku 1968 do grupy dołączyli Dario (ur. 1943) i Lucia Bartolini (ur. 1944), wskutek czego w latach 1971–1973, do strefy zainteresowań grupy dołączyła moda.
Stworzyli kilka mebli. Serię Dream Beds(1969), zestaw modułowy Safari(1968), sofę Superonda(1966) i krzesło Mies(1969).